# Nokia 5130 XpressMusic
Il Nokia 5130 XpressMusic è un modello di telefono cellulare prodotto dall'azienda finlandese Nokia e messo in commercio nel 2008.

## Caratteristiche
- Dimensioni: 107,5 x 46,7 x 14,8 millimetri
- Massa: 88 g
- Risoluzione display: 320 x 240 pixel con 256 000 colori
- Durata batteria in conversazione: 6 ore
- Durata batteria in standby: 288 ore (12 giorni)
- Fotocamera: 2 megapixel
- Memoria: 30 MB espandibile con MicroSD fino a 4 GB
- Bluetooth e USB